# Hugh Hefner

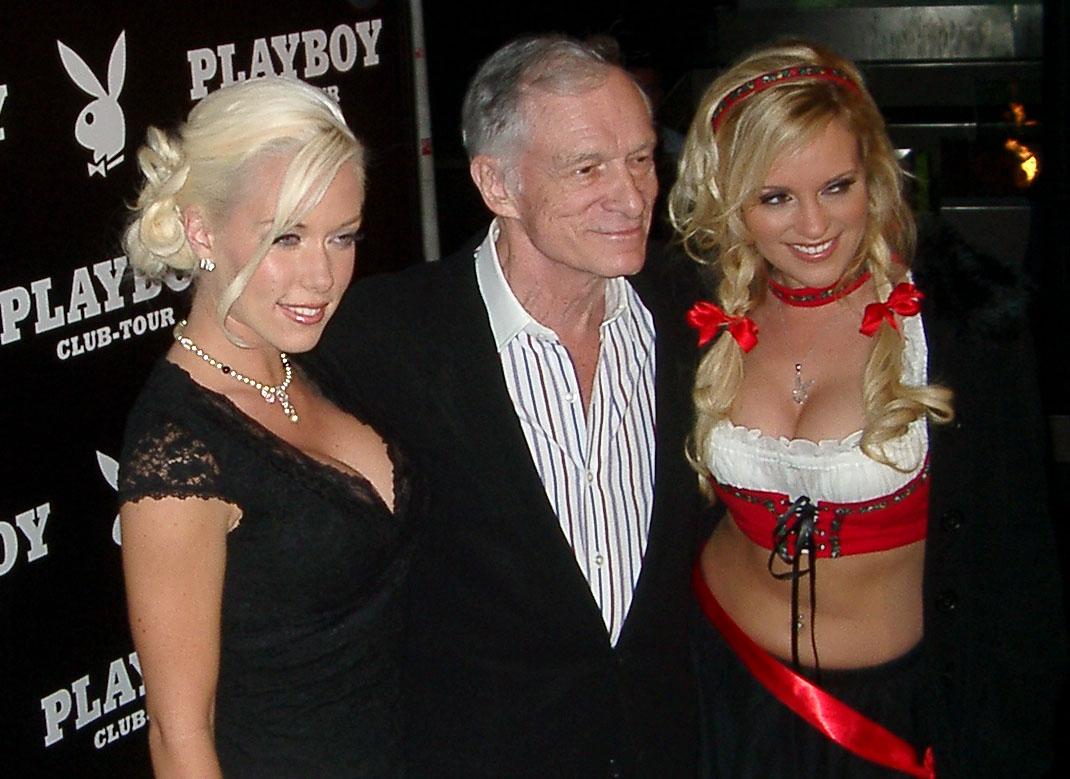
Hefner firar sin 80-årsdag med Kendra Wilkinson och Bridget Marquardt.

Hugh Marston Hefner, född 9 april 1926 i Chicago, Illinois, död 27 september 2017 i Los Angeles, Kalifornien, var en amerikansk publicist, medieföretagare, samt grundare av tidskriften Playboy Magazine.

## Biografi
Hefner växte upp i Chicago. Han hade svenskt påbrå på sin mors sida. Han arbetade i början av 1950-talet på tidningen Esquire. Hefner började fundera över den perfekta tidningen och hemma i sitt kök i Chicago skapade han tidningen Stag Party, en tidning för män som snart döptes om till Playboy. Det allra första numret pryddes av Marilyn Monroe, något som bidrog till framgångarna.
Konceptet med fokus på redaktionellt innehåll, inte helt utan samhällskritik, samt dyrkandet av "The girl next door" genom mängder av avslöjande bilder blev framgångsrikt. Inte bara unga män drogs till tidningen, utan även mognare och äldre män.[källa behövs] Redan från början knöt Hefner högaktuella och orädda skribenter till sig, något som skapade rubriker och uppmärksamhet.
Tidningen Playboy växte; i början av 1970-talet, då tidningen sålde som mest, nåddes en toppförsäljning på 7 miljoner exemplar i september 1973. Denna enorma tillväxt ledde till många sidoprojekt: bokutgivning, TV-sändningar, Playboy-klubbarna och mycket annat.
Sedan mitten av 1990-talet är Hefners dotter Christie Hefner chef för Playboy. Trots att tidningen säljer allt mindre (upplagan ligger 2015 på 800,000 exemplar per månad) utökar företaget sin verksamheter genom varumärket Playboy och dess symbol, Playboykaninen. Tidningen har samma koncept som tidigare, med bilder på "the girl next door" som framhäver hennes sexighet, samt fokus på redaktionellt material.
Hefner bodde från 1971 på Playboy Mansion på Charing Cross Road i Holmby Hills i Los Angeles som betalande hyresgäst i en fastighet som initialt till stor del bekostades med pengar från brittisk kasinoverksamhet. Egendomen har blivit omtalad för de fester med speciellt inbjudna som Hefner ordnade med jämna mellanrum. År 2016 meddelades det att huset var till salu med villkoret att Hefner skulle få bo kvar som hyresgäst.
Hefner medverkade som sig själv i sitcom-serier som The Fresh Prince i Bel Air, Jims värld, Sex and the City, Miss March och ett avsnitt av Simma lugnt, Larry!. Han har även medverkat i Simpsons, Family Guy samt ett avsnitt i Entourage som sig själv. Och i filmerna Snuten i Hollywood 2 och The House Bunny uppvisas delar av Playboy Mansion.
Playboy Mansion liksom Hugh Hefners person beskrevs 2015 av Holly Madison, som levde tillsammans med honom i sju år, som ett ansträngt varumärke, där man numer får leta och lotta ut biljetter till turister för att få tillräckligt med gäster till festerna. Hugh Hefner själv propsade på bestämda ritualer varje kväll och lämnade ogärna bostaden överhuvudtaget.
Hefner är gravsatt intill Marilyn Monroes grav i Westwood Village Memorial Park i Los Angeles.